# منتخب جورجيا لكرة القدم للسيدات
منتخب جورجيا الوطني لكرة القدم للسيدات  هو ممثل جورجيا الرسمي في المنافسات الدولية في كرة القدم في فئة كرة القدم للسيدات.

## سجل المنافسة

### كأس العالم للسيدات
| كأس العالم للسيدات | كأس العالم للسيدات |
| البطولة            | التصفيات           |
| ------------------ | ------------------ |
| 1999               | التصفيات           |
| 2011               | group 3 ‏           |
| 2015               | الجولات التمهيدية ‏ |

| بطولة أمم أوروبا للسيدات | بطولة أمم أوروبا للسيدات |
| البطولة                  | التصفيات                 |
| ------------------------ | ------------------------ |
| 2009                     | الجولات التمهيدية ‏       |
| 2013                     | الجولات التمهيدية        |
| 2017                     | الجولات التمهيدية ‏       |
|                          | Group 6 ‏                 |
| 2021                     | Group B ‏                 |